# دودمان پلانتاژنه
دودمان پلانتاژنه یا پلانتاجنت (به انگلیسی: Plantagenet) یکی از خاندان‌های فرمانروای انگلستان و اروپا در سده‌های میانه بود.
دودمان پلانتاژنه از تبار فرانک‌ها بودند و از سدهٔ نهم میلادی در آنژه حکومت داشتند. آنان از راه پیوند زناشویی با پادشاهان انگلستان خویشاوندی یافتند و از ۱۱۵۴ تا ۱۴۸۵ میلادی، یعنی از زمان پادشاهی هنری دوم تا هنری هفتم بر انگلستان فرمان راندند. در سدهٔ چهاردهم میلادی آنان در انگلستان به دو شاخه خاندان یورک و خاندان لنکستر تقسیم شدند و بر سر قدرت با یکدیگر جنگیدند که این رویداد به جنگ رزها نامور است. با مرگ ریچارد سوم در نبرد بازورث فیلد در ۱۴۸۵ میلادی، دورهٔ سیصد سالهٔ فرمانروایی این دودمان در انگلستان به سر آمد.

## مجموعه تلویزیونی
سریال تلویزیونی ملکه صلح (The White Queen) محصول مشترک شبکه‌های تلویزیونی بی‌بی‌سی و استارز، سال‌های پایانی این دودمان را به تصویر کشیده‌است. این مجموعه تلویزیونی حوادث را از زمان شروع سلطنت ادوارد چهارم تا کشته شدن ریچارد سوم به دست هنری تودور که بعداً به عنوان هنری هفتم تاجگذاری کرد پی می‌گیرد. تکیه داستان بیشتر بر زندگی الیزابت وودویل، همسر ادوارد چهارم می‌باشد.
داستان این مجموعه تلویزیونی اقتباسی است از سه رمان نوشته شده توسط فیلیپا گریگوری شامل ملکه سفید با محوریت زندگی الیزابت وودویل همسر ادوارد چهارم، ملکه سرخ، با محوریت زندگی مارگارت بوفورت مادر هنری هفتم و دختر شاه‌ساز (ارل واریک) با محوریت زندگی آن نویل همسر ریچارد سوم.

## نگارخانه

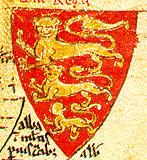
نشان دودمان پلانتاژنه از سدهٔ سیزدهم میلادی